# Parcela-Obory
Parcela-Obory – wieś sołecka w Polsce położona w województwie mazowieckim, w powiecie piaseczyńskim, w gminie Konstancin-Jeziorna.
W latach 1975–1998 miejscowość administracyjnie należała do województwa warszawskiego.
| SIMC    | Nazwa   | Rodzaj |
| ------- | ------- | ------ |
| 0003932 | Imielin | osada  |

We wsi nazwano następujące ulice
- ul. Krzysztofa Kamila Baczyńskiego (00569)
- ul. Grzybowska (06344)
- ul. Podlaska (16793)
- ul. Żwirowa (26611)